# エキバストス第二発電所

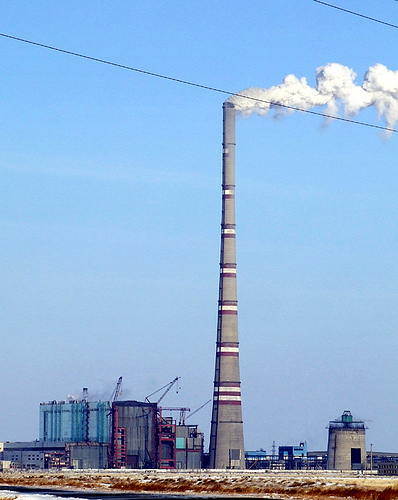
エキバストス第二発電所にある、世界で最も高い煙突

エキバストス第二発電所（ロシア語: Экибастузская ГРЭС-2、英語: Ekibastuz GRES-2 Power Station）は、カザフスタン共和国エキバストスにある発電所。1,000 MWe（100万kW）の発電能力を持ち、石炭を燃料とする火力発電所としては世界有数の規模を持つ発電所である。世界一高い煙突（高さ419.7m）があることでも知られている。
名称に含まれる GRES（ГРЭС）は、государственная районная электростанция （国営地域発電所）の略である。

## 施設
発電所は、旧ソ連時代の1987年に建設された。現在は、カザフスタン政府とロシアのエネルギー企業 Inter RAO UES  (Inter RAO UES) が共同所有し、50％ずつの権利を持っている。本発電所で生産される電力の3/4はロシアに輸出されている。
エキバストスは石炭の露天掘りが行われる鉱業都市である。この豊富な石炭資源を背景に、付近には1980年に操業を開始したエキバストス第一発電所（現AESエキバストス発電所、総出力 4,000 MWe）もある。
第二発電所も、本来は第一発電所同様、500 MWe の出力を持つ8つのユニットを1つの発電所として運用する総出力 4,000 MWe の火力発電所が計画されていた。しかし現在稼動しているのは、ユニット1（1990年12月供用開始）とユニット2（1993年12月供用開始）のみである。ユニット3の建設が1990年に開始されたが、その後中断されている。
この発電所とコクチェタフとを結ぶ送電線 (Powerline Ekibastuz–Kokshetau) は、1,150 kVの高電圧で送電されている。これは世界で最も高い電圧での送電である。コクチュタフからロシアのエレクトロスタリを結ぶ送電線も1,150 kVでの送電を想定して設計されているが、実際の運用は400 kVで行われている。
発電所の排ガス煙道 (Flue gas stack) の高さは419.7mであり、世界で最も高い煙突である。これに次ぐ高さの煙突は、カナダ・オンタリオ州にあるインコ・スーパースタックであるが、本発電所の煙突はインコ・スーパースタックよりも約38m高い。なお、エキバストス第一発電所にも高さ330mの煙突が2本ある。